# Ashly Burch
Pour les articles homonymes, voir Burch.
Ashly Burch est une actrice américaine née le 19 juin 1990.
Elle est notamment connue pour avoir interprété nombre de personnages féminins importants dans des jeux vidéo à succès des années 2010 et 2020, en leur fournissant sa voix et parfois ses mouvements : Aloy dans Horizon Zero Dawn (2017) et Horizon Forbidden West (2022), Tina dans la série des Borderlands (2012-2022) ou Chloe dans Life Is Strange (2015-2017) mais également des rôles dans Team Fortress 2, Dota 2, Fallout 4, Valorant ou encore The Outer Worlds.
Elle joue également en prise de vue réelles le rôle de Rachel dans la série Mythic Quest, qui retrace justement le quotidien de professionnels du jeu vidéo.
L'actrice a remporté le Golden Joystick Award de la meilleure interprétation de jeu vidéo à deux reprises, en 2015 et en 2017 pour Life Is Strange puis Horizon Zero Dawn.

## Biographie
Ashly Burch est une actrice américaine née 19 juin 1990,,. Née d'une mère d'origine thaïlandaise, elle grandit à Phoenix, aux États-Unis. C'est en jouant à Metal Gear Solid à l'âge de 12 ans qu'elle forme l'idée d'une carrière dans les voix de personnages, lorsqu'elle se renseigne sur l'acteur David Hayter dans le générique et se rend compte que c'est une véritable profession. Elle sort diplômée de l'Occidental College de Los Angeles en 2012.
Ashly Burch obtient son premier rôle vocal lorsque son frère, Anthony Burch, est employé comme scénariste sur Borderlands 2 et propose son nom pour le rôle de Tiny Tina. Elle est ensuite choisie pour interpréter Chloe dans Life Is Strange après avoir passé des auditions pour d'autres rôles féminins du jeu Max Caulfield, Victoria Chase et Kate Marsh. Ces deux rôles dans des jeux aux grands succès commerciaux et critiques lui permettent d'enchaîner avec d'autres personnages importants, et dans les années 2010 et 2020 elle en vient à prêter sa voix à nombre de personnages féminins marquants, voire à leur fournir également ses mouvements, avec Aloy dans Horizon Zero Dawn (2017) et Horizon Forbidden West (2022), Mel dans The Last of Us Part II (2020) mais également des rôles dans Team Fortress 2 (2007), Dota 2 (2013), Fallout 4 (2015), ou encore Valorant (2020).
En 2019, elle prête sa voix à la compagnon Parvati Holcomb dans le jeu The Outer Worlds.
En 2020, elle rejoint l'équipe de scénaristes d'une série d'animation, La Légende de Vox Machina. Elle prête également sa voix à la podcasteuse  Danika Hart dans le jeu Marvel's Spider-Man: Miles Morales. Toujours pour Marvel Comics, elle prête sa voix à l'archère Kate Bishop / Hawkeye en décembre 2020 pour les besoins d'un contenu téléchargeable du jeu Marvel's Avengers,.
En 2022, elle prête sa voix à la journaliste Vicki Vale dans la fiction audio Batman Unburied, disponible sur Spotify et d'après le personnage de DC Comics Batman.

## Ludographie
- 2012 : Borderlands 2 : Tiny Tina
- 2013 : Tiny Tina's Assault on Dragon Keep : Tiny Tina
- 2014 : Borderlands: The Pre-Sequel : Tiny Tina
- 2015 : Life Is Strange : Chloe Price
- 2015 : Mortal Kombat X : Cassie Cage
- 2017 : Life Is Strange: Before the Storm : Chloe Price
- 2017 : Horizon Zero Dawn : Aloy
- 2019 : Borderlands 3 : Tiny Tina
- 2019 : Borderlands 2: Commander Lilith & the Fight for Sanctuary : Tiny Tina
- 2019 : The Outer Worlds : Parvati Holcomb
- 2020 : The Red Lantern : Narrateur
- 2020 : Marvel's Spider-Man: Miles Morales :  Danika Hart
- 2020: The Last Of Us Part II : Mel
- 2020 : Marvel's Avengers : Kate Bishop / Hawkeye
- 2022 : Horizon Forbidden West : Aloy
- 2022 : Tiny Tina's Wonderlands : Tiny Tina

## Filmographie

### Télévision
- 2020–2025 : Mythic Quest : Rachel (27 épisodes - en cours)
- depuis 2022 : Dragon Age: Absolution (en) : Qwydion (animation, 6 épisodes - en cours)

## Distinctions
Ashly Burch est notamment lauréate du Golden Joystick Award de la meilleure interprétation, en 2015 et en 2017, pour ses travaux respectifs sur Life Is Strange et Horizon Zero Dawn.
| Année | Récompense                               | Catégorie                             | Titre             | Résultat   | Référence |
| ----- | ---------------------------------------- | ------------------------------------- | ----------------- | ---------- | --------- |
| 2015  | Golden Joystick Awards                   | Interprétation de l'année             | Life Is Strange   | Lauréat    |           |
| 2015  | British Academy Video Games Awards       | Meilleure interprétation              | Life Is Strange   | Nomination |           |
| 2016  | Primetime Emmy Awards                    | Meilleur programme d'animation court  | Adventure Time    | Nomination |           |
| 2017  | Primetime Emmy Awards                    | Meilleur programme d'animation court  | Adventure Time    | Lauréat    | [ 18 ]    |
| 2017  | Golden Joystick Awards                   | Meilleure interprétation en jeu vidéo | Horizon Zero Dawn | Lauréat    | [ 19 ]    |
| 2017  | Golden Joystick Awards                   | Révélation                            | Horizon Zero Dawn | Lauréat    | [ 19 ]    |
| 2017  | The Game Awards                          | Meilleure interprétation              | Horizon Zero Dawn | Nomination |           |
| 2018  | PlayStation Blog Game of the Year Awards | Meilleure interprétation              | Horizon Zero Dawn | Lauréat    | [ 20 ]    |
| 2018  | British Academy Video Games Awards       | Meilleure interprétation              | Horizon Zero Dawn | Nomination | [ 21 ]    |
| 2019  | The Game Awards                          | Meilleure interprétation              | The Outer Worlds  | Nomination | [ 22 ]    |